# Becskeháza
Becskeháza törpefalu Borsod-Abaúj-Zemplén vármegyében, az Edelényi járásban.

## Fekvése
A kis zsáktelepülés Miskolctól közúton 80 kilométerre északra, Tornaszentjakab és Hidvégardó közt helyezkedik el, a Bódvától keletre. Egyetlen közúti elérési útvonala a Rakaca és Hidvégardó közt húzódó 2614-es útból, utóbbi település külterületének déli részén dél felé kiágazó 26 121-es út. Autóbusszal a Volánbusz 4136-os járatával közelíthető meg.

### Környező települések
Hidvégardó 5 km-re, Tornaszentjakab 5 km-re, Bódvalenke 6, Tornanádaska 7 km-re található, a legközelebbi város, Szendrő, kb. 30 km-re.

## Nevezetességek
- Református templom
- Népi lakóházak

## Története
Árpád-kori település. Nevét már 1283-ban említette oklevél Verbecse néven. A falut a török megszállás alatt a portyázó törökök többször is kifosztották, sőt egy időre néptelenné is vált, majd 1720-ban mint kisnemesi falu volt említve.
A 20. század elején Abaúj-Torna vármegye Tornai járásához tartozott.
1910-ben 228 lakosa volt, melyből 227 volt a magyar nyelvű. Ebből 32 római katolikus, 191 református, és 21 izraelita volt.

## Közélete

### Polgármesterei
- 1990–1994: Székely Jenő (független)[4]
- 1994–1998: ifj. Székely Jenő (független)[5]
- 1998–2002: Székely Jenő (független)[6]
- 2002–2006: Székely Jenő (független)[7]
- 2006–2010: Székely Jenő (független)[8]
- 2010–2014: Székely Jenő (független)[9]
- 2014–2019: Székely Jenő (független)[10]
- 2019–2024: Székely Jenő (független)[11]
- 2024– : Székely Jenő (független)[1]

## Népesség
A település népességének változása:
| Lakosok száma | 35   | 32   | 27   | 43   | 30   | 42   | 42   |
|               | 2013 | 2014 | 2015 | 2021 | 2022 | 2023 | 2024 |

A 2001-es népszámlálás adatai szerint a településnek csak magyar lakossága volt.
A 2011-es népszámlálás során a lakosok 100%-a magyarnak, 2,8% németnek mondta magát (a kettős identitások miatt a végösszeg nagyobb lehet 100%-nál). A vallási megoszlás a következő volt: római katolikus 36,1%, református 55,6%, felekezeten kívüli 5,6% (2,8% nem válaszolt).
2022-ben a lakosság 96,7%-a vallotta magát magyarnak, 3,3% szlováknak (3,3% nem nyilatkozott). Vallásuk szerint 16,7% volt római katolikus, 43,3% református, 6,7% felekezeten kívüli (33,3% nem válaszolt).

## Híres emberek
- Itt született Dobog Béla költő 1954-ben. Kötetei: Hazát kiáltok (1987), Meztelen fájdalom (1998), Gyönyörű homlokaink (2001), Szél szállít virágot (2003). Szendrőn hunyt el 2004-ben.